# Губинський скарб

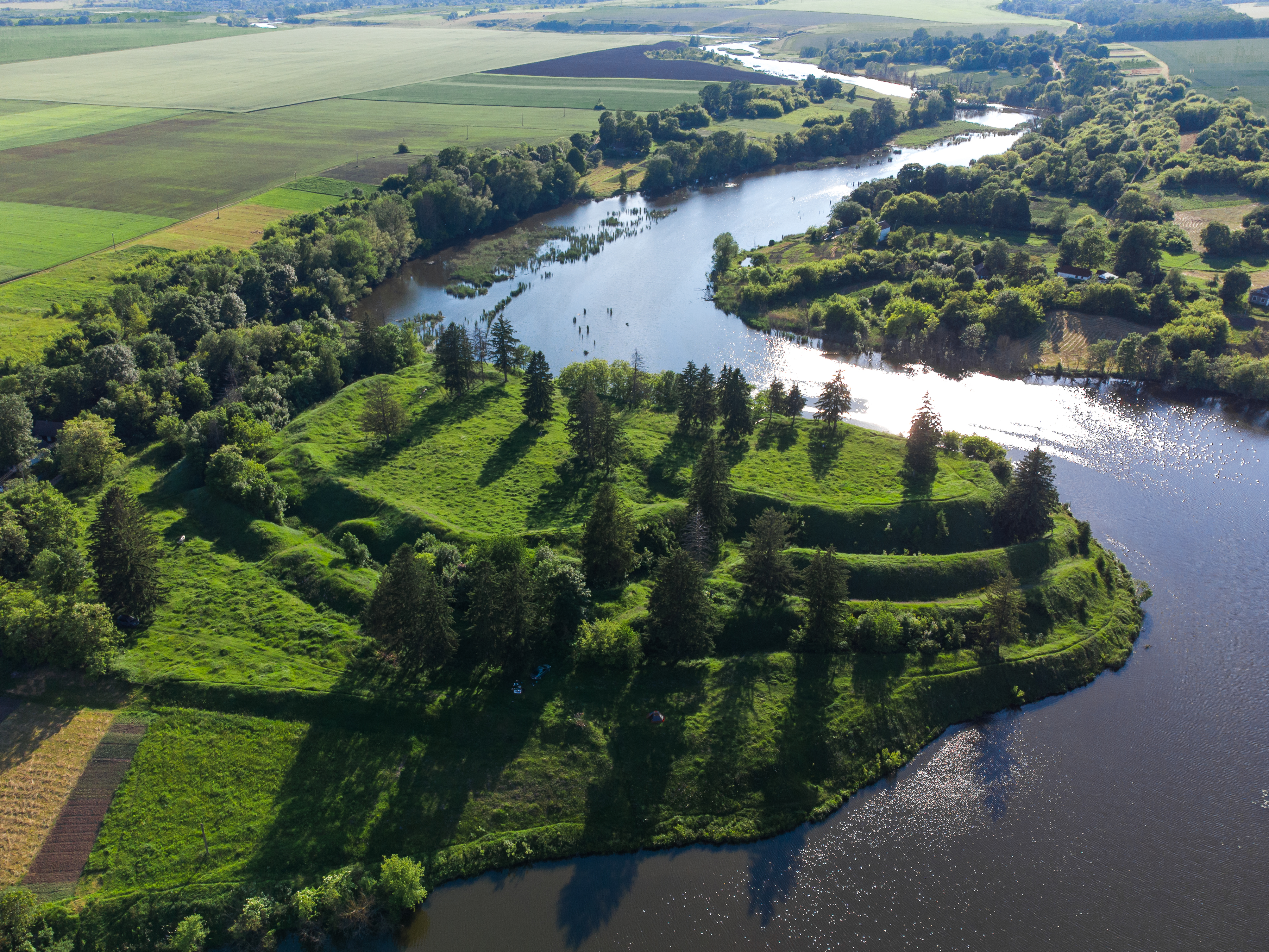
Губиське городище з висоти, 2021 рік

Губинський скарб — три речові скарби жіночих прикрас, знайдені в селі Губин Старокостянтинівського району Хмельницької області.

## Опис скарбів

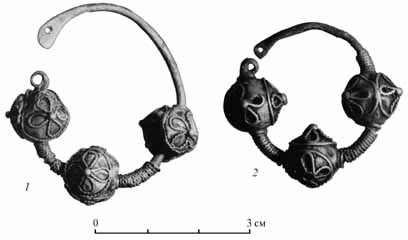
Срібні трибусинні колти київського типу. Близько 1241 р. Губинське городище

Всі три скарби (перші два у 1997 р., та третій — у 2001 р.) було знайдено на території давньоруського городища. Останній скарб (2001 року) складається з 40-ка речей загальною масою 266 г 012 мг у вигляді двох гарнітурів:

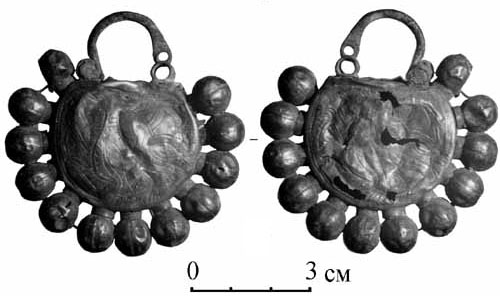
Срібні колти. Близько 1241 р. Губинське городище

- Гарнітур I (19 речей) Загальна маса — 137 г 732 мг
  - Колти срібні (два).
  - Браслет срібний, пластинчастий
  - Срібна сережка київського типу
  - Срібні кільця (каблучки) (дві)
  - Перстень срібний зі щитком
  - Срібні дротяні кільця-підвіски (дванадцять)

- Гарнітур II (21 річ). Загальна маса — 128 г 280 мг.
  - Колт срібний
  - Браслет срібний
  - Кільця срібні (каблучки) (дві)
  - Срібні сережки київського типу (дві)
  - Перстень срібний зі щитком
  - Хрестик натільний кам'яний
  - Срібні дротяні кільця-підвіски (дванадцять)

Припускається, що скарб був захований не пізніше 1241 року.